# 上田悦
上田 悦（うえだ えつ）は、日本の漫画家。滋賀県出身。男性で血液型はB型。

## 経歴
出版社に持ち込みを続けたのち、1987年『週刊少年サンデー増刊号』（小学館）に掲載された『日本国拳法』でデビュー。翌年には『週刊少年サンデー』（小学館）に本作の続編として『笑撃!!日本国拳法』も連載された。その後は主に少年誌で活動。1994年『週刊少年チャンピオン』（秋田書店）に掲載された『超香少年サトル』は43号に読み切りとして掲載されるが、同年48号からは連載となり、1997年17号まで続く長期連載となった。
現在は漫画の専門学校で講師を務めている。

## 主な作品
- 恐竜カーニバル（週刊少年サンデー、小学館、全3巻）
- わんわんパラダイス（月刊コロコロコミック、小学館）※単行本化されなかったが、2007年9月25日に発売された『熱血!!コロコロ伝説』Vol.8に掲載された
- 超香少年サトル（週刊少年チャンピオン、秋田書店、全10巻）
- 賭仔龍（週刊少年チャンピオン、秋田書店）